# Gonomyia ithyphallus
Gonomyia ithyphallus là một loài ruồi trong họ Limoniidae. Chúng phân bố ở miền Cổ bắc.